# 金大恩 (羽毛球運動員)
金大恩（韓語：김대은，1990年10月1日—），韩国男子羽毛球運動員。

## 簡歷
2013年4月，金大恩出戰澳洲羽毛球黃金大獎賽，與申白喆打進男雙準決賽；其後又在緊接進行的紐西蘭羽毛球大獎賽，與金昭映打進混雙準決賽。

## 主要比賽成績
只列出曾進入準決賽的國際賽事成績：
| 年份   | 賽事                 | 公開賽級別 | 項目     | 拍檔   | 成績   |
| ------ | -------------------- | ---------- | -------- | ------ | ------ |
| 2008年 | 亚洲青年羽毛球錦標賽 | 其他       | 混合團體 | －     | 亞軍   |
| 2009年 | 韓國羽毛球國際挑戰賽 | 國際挑戰賽 | 男子雙打 | 韓相訓 | 準決賽 |
| 2012年 | 印度羽毛球國際挑戰賽 | 國際挑戰賽 | 男子雙打 | 曹建雨 | 亞軍   |
| 2013年 | 澳洲羽毛球黃金大獎賽 | 黃金大獎賽 | 男子雙打 | 申白喆 | 準決賽 |
| 2013年 | 紐西蘭羽毛球大獎賽   | 大獎賽     | 混合雙打 | 金昭映 | 準決賽 |
| 2013年 | 越南羽毛球大獎賽     | 大獎賽     | 男子雙打 | 李相俊 | 準決賽 |
| 2014年 | 大阪羽毛球國際挑戰賽 | 國際挑戰賽 | 男子單打 | 催率圭 | 準決賽 |
| 2014年 | 韓國羽毛球大獎賽     | 大獎賽     | 男子雙打 | 全棒澯 | 準決賽 |
| 2015年 | 印尼羽毛球國際挑戰賽 | 國際挑戰賽 | 男子雙打 | 全棒澯 | 亞軍   |

| 2007-2017年 | 首要超級賽 | 超級賽 | 黃金大獎賽 | 大獎賽 | 國際挑戰賽 | 國際系列賽 | 未來系列賽 | 其他 |

| 2018-2026年 | 總決賽 | 超級1000賽 | 超級750賽 | 超級500賽 | 超級300賽 | 超級100賽 | 國際挑戰賽 | 國際系列賽 | 未來系列賽 | 其他 |